# Вада, Синъя
Синъя Вада (яп. 和田伸也; род. 9 июля 1977, Неягава, Осака) ― японский легкоатлет-паралимпиец. Бегун на длинные дистанции в классификации T11 (слабовидящий). Двукратный бронзовый призёр Паралимпиад 2012 и 2020 годов. Чемпион мира по паралимпийскому марафону по лёгкой атлетике 2017 года. Трёхкратный чемпион Азиатских Паралимпийских игр 2014 года.

## Биография
Родился 9 июля 1977 года в городе Неягава, префектура Осака, Япония.
В 2011 году на Чемпионате мира по паралимпийской лёгкой атлетике в марафоне Т11 в городе Крайстчерч Вада выиграл бронзовую медаль. На этих же чемпионатах в 2015 в Дохе и в 2017 в Лондоне он также получил бронзу.
На Азиатских Паралимпийских игр 2014 года Синъя Вада стал трёхкратным чемпионом. Он победил в беге на 800 м, на 1500 м и на 5000 метров. На Азиатской Паралимпиаде 2018 в Джакарте дважды становился серебряным призёром в беге на 1500 и 5000 метров.
На летних Паралимпийских играх 2012 в Лондоне Вада завоевал бронзовую медаль на дистанции 5000 метров T11.
На Паралимпиаде в Токио Синъя Вада вновь выиграл бронзовую медаль в беге на 5000 метров Т11.

## Личные рекорды
- 2011 Чемпионат мира по лёгкой атлетике МПК ― 10,000 м T11 — 34: 21,89
- Паралимпийские игры в Рио-2016, рекорд Японии ― 1500 м T11 — 4: 15,62
- 70-й международный открытый чемпионат Фукуока по марафону, рекорд Японии ― марафон 2:32:11
- 39-й марафон граждан префектуры Тиба ― 10 км 33:08
- 2017 Чемпионат Японии по паралимпийской лёгкой атлетике ― 800 м T11 — 2: 07.12

## Галерея

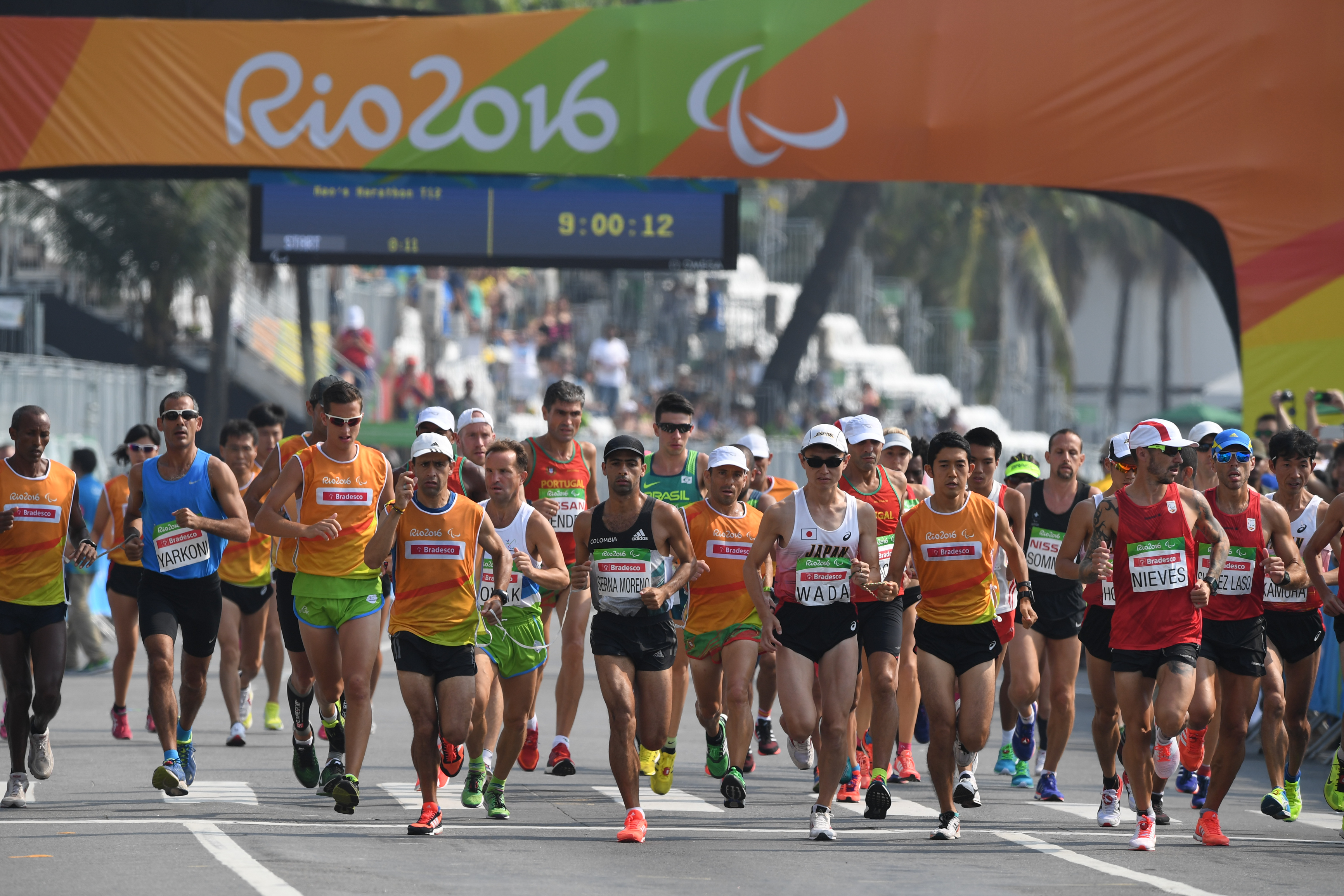
На марафоне на Паралимпиаде 2016 года
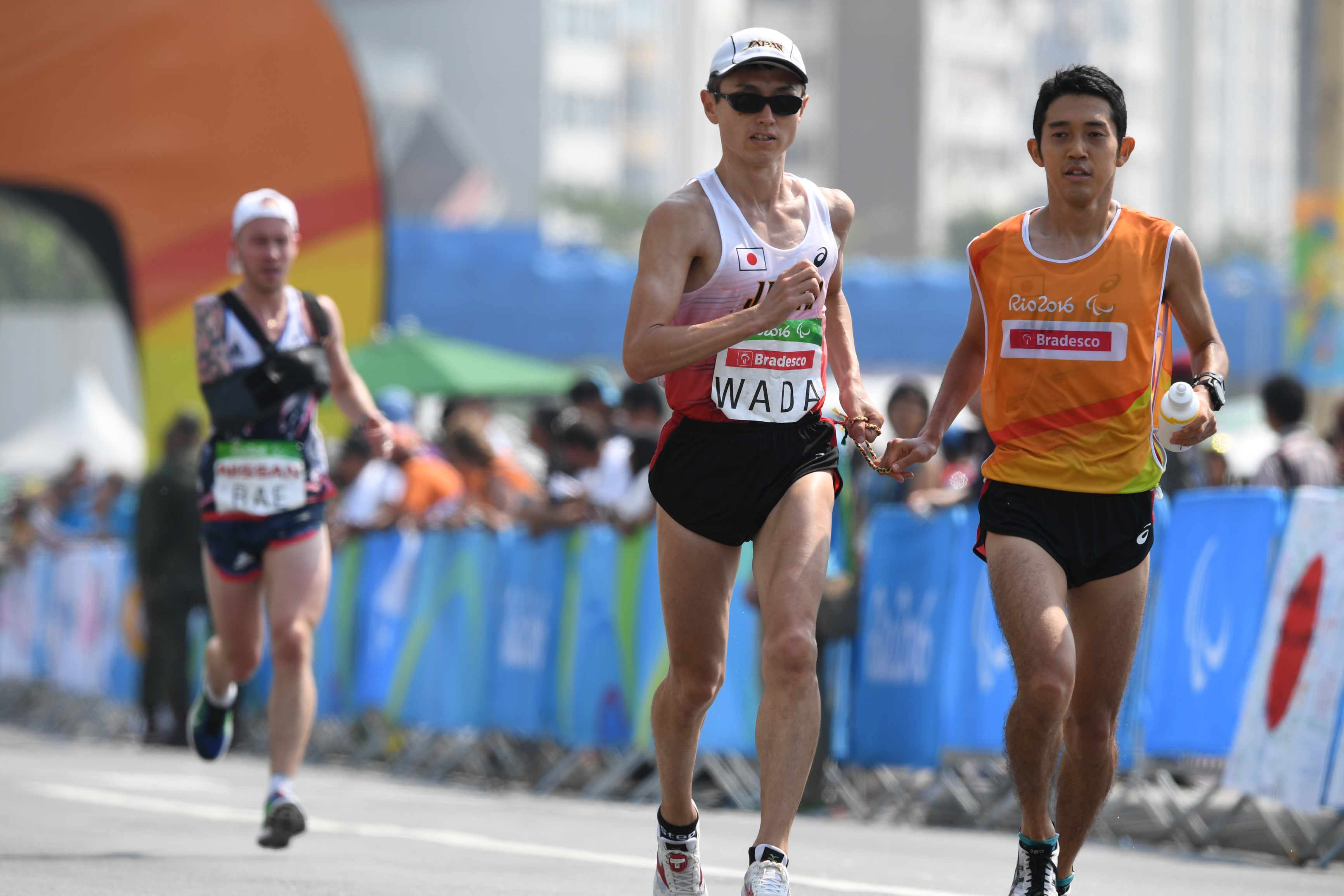
Марафон в Рио-де-Жанейро. 2016 год
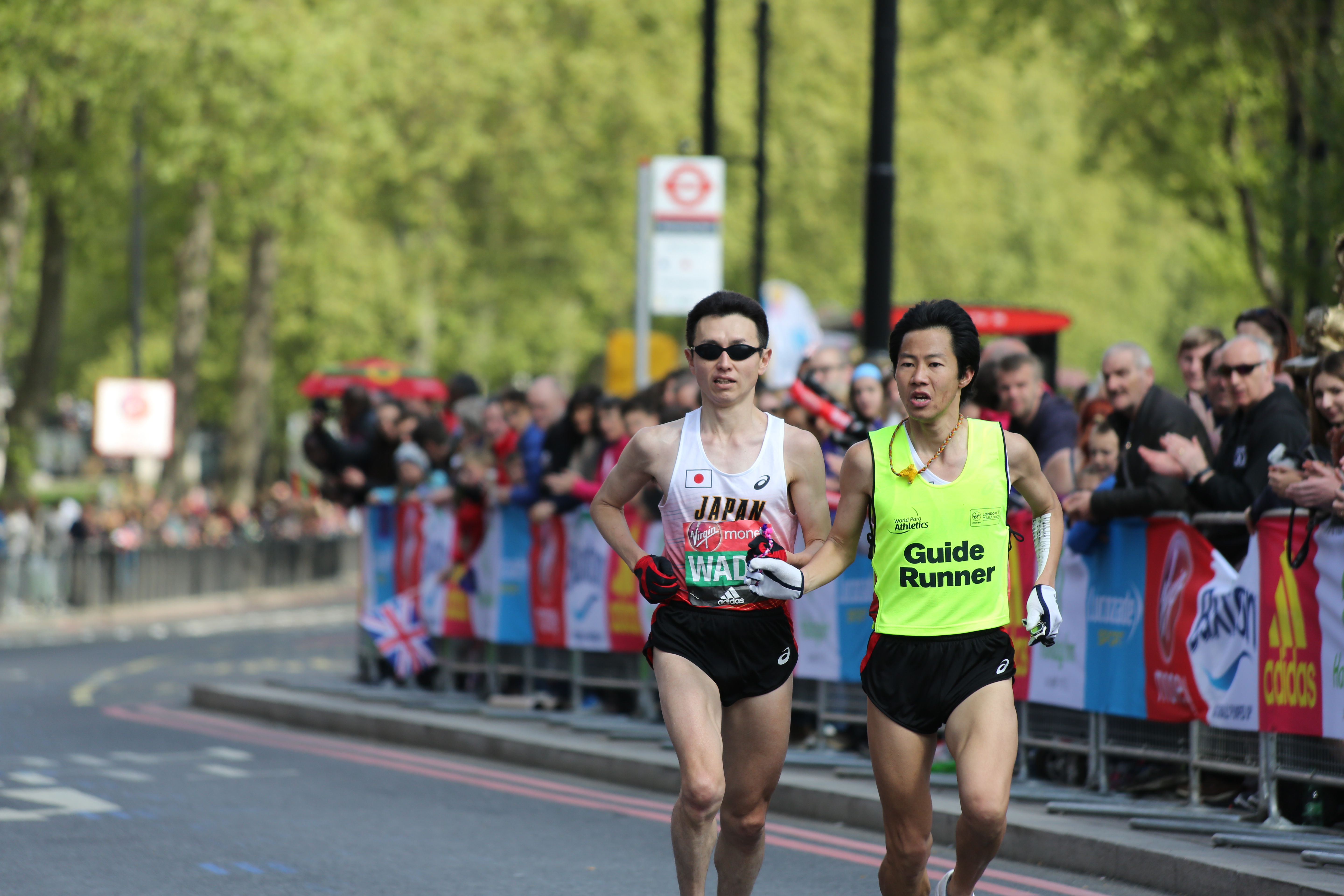
2017 год. Лондон
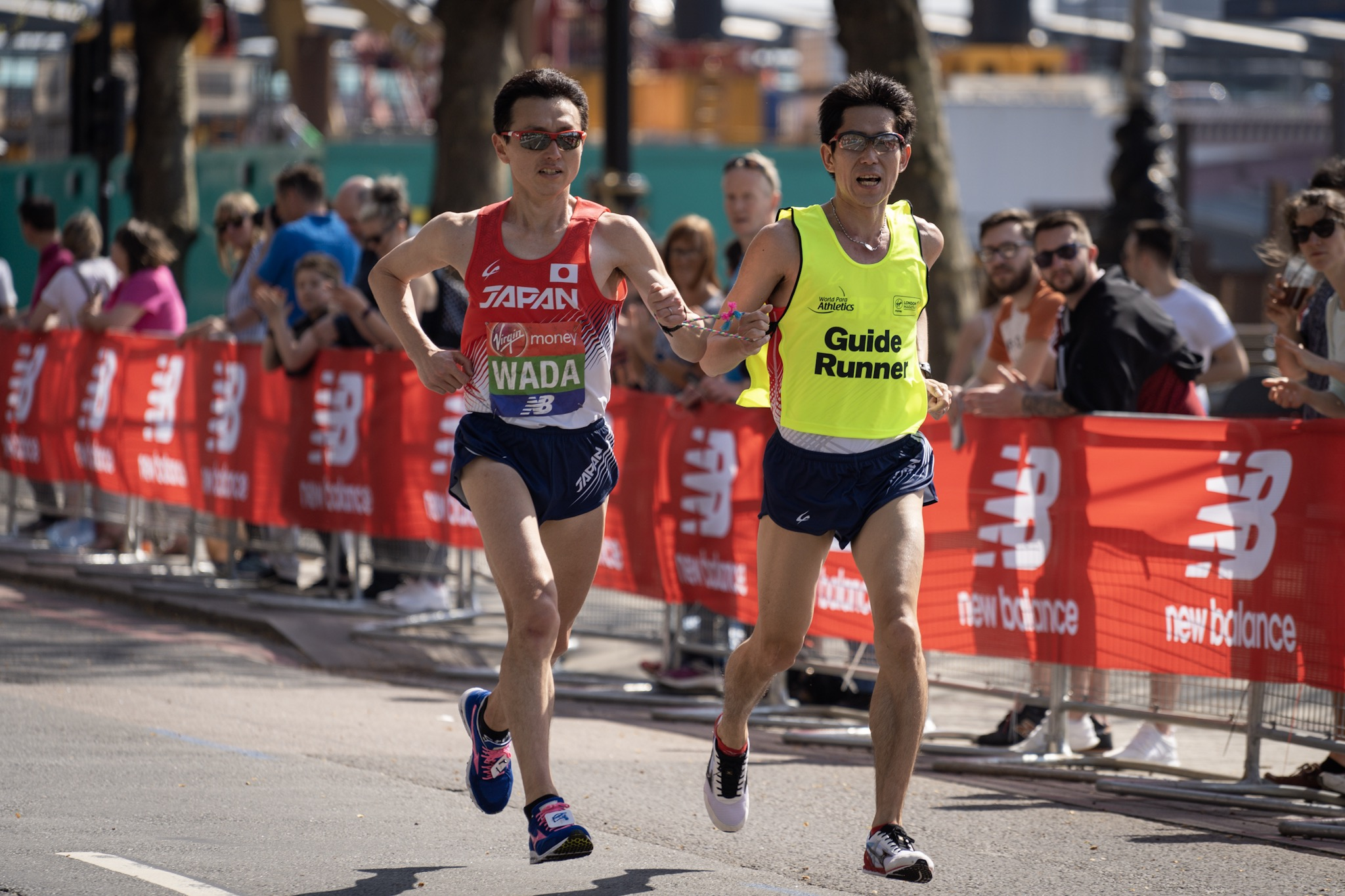
2018 год. Лондон